# کاگه‌موشا توکوگاوا ایه‌یاسو
کاگه‌موشا توکوگاوا ایه‌یاسو (به ژاپنی: 影武者徳川家康 かげむしゃとくがわいえやす) نام یک رمان تاریخی است که توسط ریو کی‌ایچیرو نوشته شده است.